# Зольнхофен
Зо́льнхофен (нем. Solnhofen) — община в Германии, в земле Бавария. 
Подчиняется административному округу Средняя Франкония. Входит в состав района Вайссенбург-Гунценхаузен. Население составляет 1 678 человек (на 31 декабря 2010 года). Занимает площадь 13,50 км². Ранее в литературе населённый пункт и местность имел название Золенгофен (Solenhofen).

## История
На начало XX столетия, в Золенгофене были ломки знаменитого литографского камня. 
В верхнеюрских литографских сланцах Золенгофена были найдены остатки Археоптерикса (два экземпляра) , описаны Р. Оуэном и В. Дамесом. Известны остатки Сенокосцов в юрских отложениях (глинистый сланец Золенгофена) в ископаемом состоянии.
Регион Зольнхофен известен месторождениями особого вида тонкослоистого известняка (зольнхофенский известняк).
Сейчас коммуна подразделяется на три сельских округа.

## Население

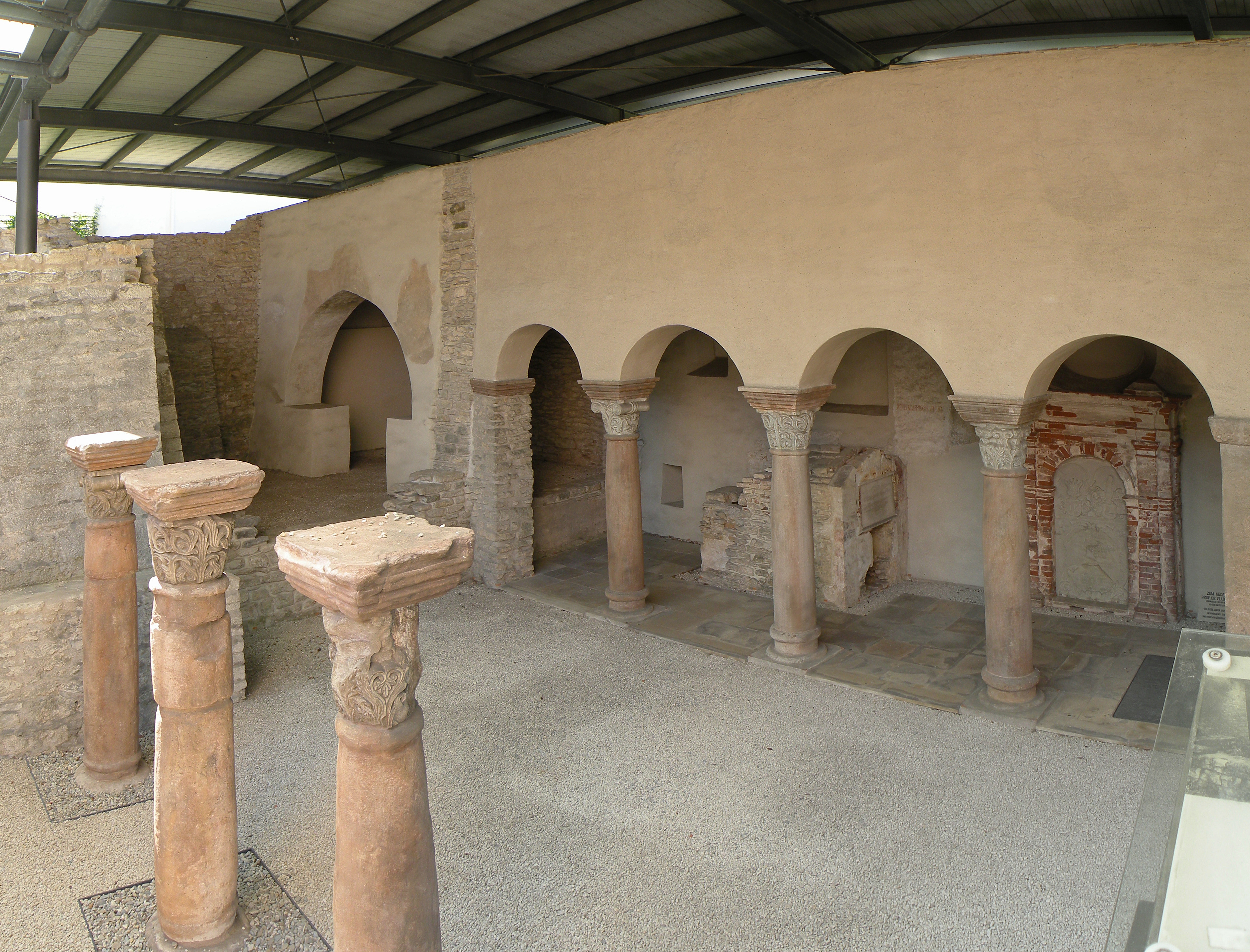
Солабазилика и гробница монаха Солы

По оценке на 31 декабря 2015 года население общины Зольнхофен составляет 1717 чел. 

| Дата      | 1840 | 1871 | 1900 | 1925 | 1939 | 1950 | 1961 | 1970 | 1987 | 2011 |
| --------- | ---- | ---- | ---- | ---- | ---- | ---- | ---- | ---- | ---- | ---- |
| Население | 760  | 1058 | 1404 | 1318 | 1314 | 1853 | 1822 | 1821 | 1583 | 1704 |

| Год       | 1960 | 1970 | 1980 | 1990 | 2000 | 2009 | 2010 | 2011 | 2012 | 2013 | 2014 | 2015 |
| --------- | ---- | ---- | ---- | ---- | ---- | ---- | ---- | ---- | ---- | ---- | ---- | ---- |
| Население | 1812 | 1802 | 1608 | 1728 | 1863 | 1714 | 1678 | 1713 | 1709 | 1693 | 1693 | 1717 |

## Достопримечательности
- Музей бургомистра Мюллера
- Солабазилика
- Скалы «Двенадцать апостолов»
- Выставка окаменелостей